# الشعوب (إب)

تعديل مصدري - تعديل

الشعوب محلة تابعة لقرية دار عماري، التابعة لعزلة الحوج القبلي بمديرية إب إحدى مديريات محافظة إب في الجمهورية اليمنية.، بلغ تعداد سكانها 70 حسب تعداد اليمن لعام 2004.